# Harriet Quimby
Harriet Quimby (11. května 1875, Arcadia, Michigan, Spojené státy americké – 1. července 1912 Squantum, Massachusetts, Spojené státy americké) byla americká herečka, novinářka a pilotka. Byla první žena, která získala pilotní licenci ve Spojených státech amerických a v roce 1912 též jako druhý člověk a první žena přeletěla Lamanšský průliv.

## Životopis

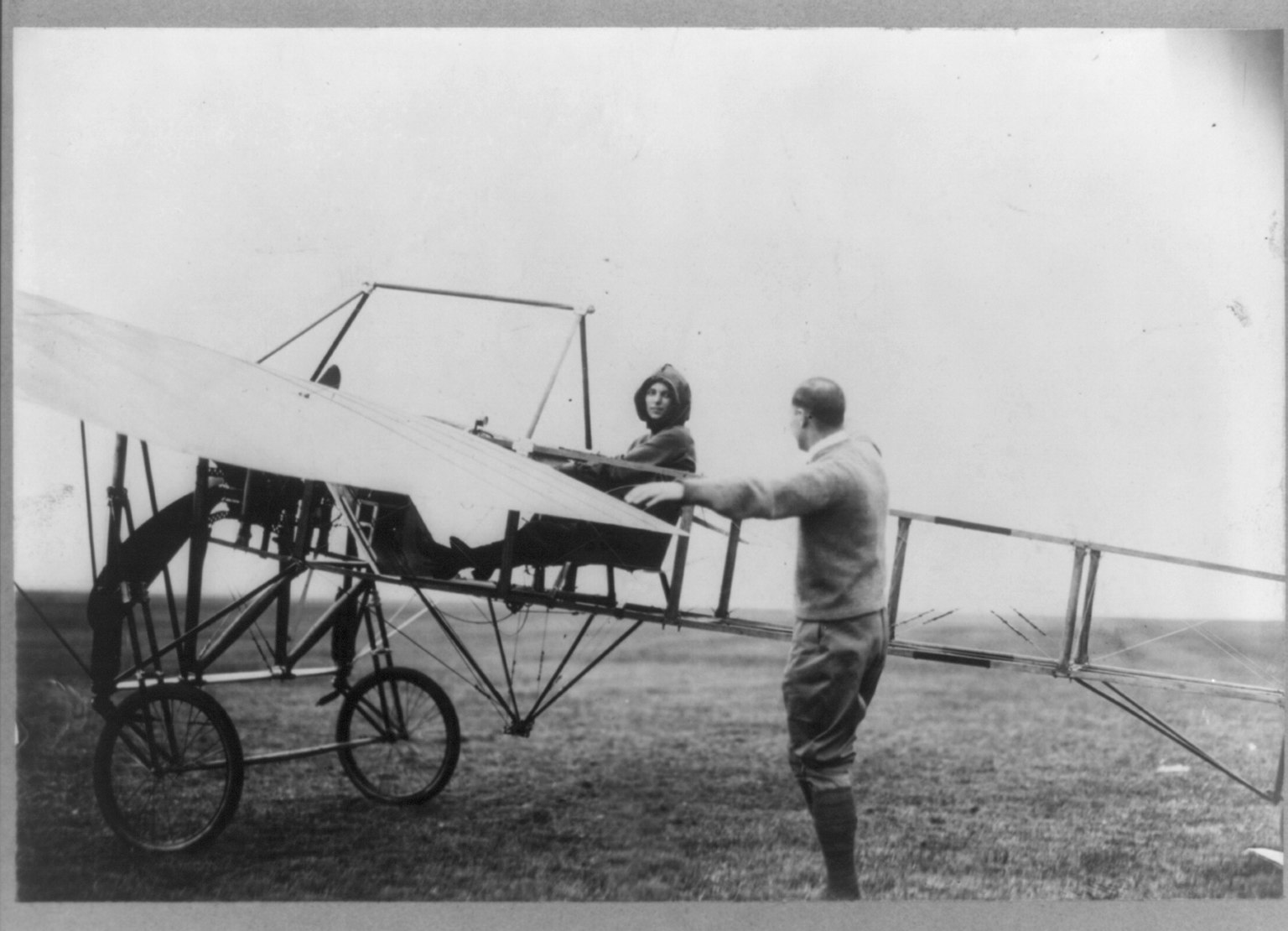
Harriet Quimby ve svém letounu Blériot XI

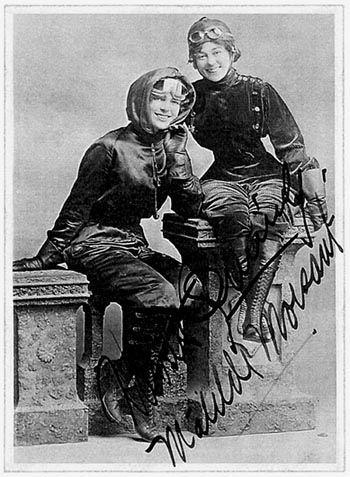
Harriet Quimby (vlevo) a Matilde Moisant, první dvě americké držitelky pilotní licence

Narodila se 11. května 1875 v Arcadii v Michiganu. Jejími rodiči byli Ursula M. Cook Quimby a farmář William F. Quimby. Byla jejich čtvrté dítě. V roce 1887 se rodina přestěhovala do Kalifornie. Nejprve do Arroyo Grande a později do San Francisca. Harriet Quimby se věnovala herectví, psala scénáře (režíroval je D. W. Griffith) a přispívala i do tiskovin San Francisco Call a Frank Leslie's Illustrated Newspaper.
Leteckým výcvikem prošla ve škole Moisant Aviation School v Hempsteadu na Long Islandu. Za čtyři měsíce absolvovala 33 cvičných letů. Dne 1. srpna 1911 úspěšně složila zkoušku a stala se držitelkou pilotní licence číslo 37, první kterou získala americká žena. Harriet Quimby se stala osobou známou v USA i Evropě. Známá byla i díky své fialové saténové letecké kombinéze.
Dne 16. dubna 1912 Harriet Quimby jako druhý člověk a první žena přeletěla Lamanšský průliv. Z Doveru odstartovala v 5:30 a v Calais přistála po 59 minutách. Cestu podnikla na jednoplošníku Blériot XI. K orientaci používala kompas a hodinky.
Dne 1. července 1912 se Harriet Quimby účastnila s novým dvoumístným jednoplošníkem Blériot XI akce Third Annual Boston Aviation Meet ve čtvrti Squantum v Quincy ve státě Massachusetts. Během předváděcího letu s pořadatelem akce Williamem A. P. Willardem Jr. došlo k nehodě. V jeden moment se ocas letadla náhle prudce zvedl a Willard byl vymrštěn ven. Na okamžik se zdálo, že pilotka opět získala kontrolu nad letounem, ale následoval další prudký náklon kupředu, při kterém byla z letounu vymrštěna i sama Harriet. Účastníci přehlídky mohli pozorovat pád obou osob z výšky přibližně tisíc stop do vod přístavu. Kupodivu samotný letoun nebyl zničen, ale samovolně se stabilizoval a přistál do mělčin jen s malým poškozením. Příčina nehody nebyla objasněna a stala se předmětem řady spekulací. Přispět k ní mohla podélná nestabilita letounů Blériot XI. Pilotka, ani pasažér navíc nebyli připoutáni. Harriet Quimby byla pohřbena na hřbitově Kensico ve Valhalle ve státě New York.